# Maculinea aglaophon
Maculinea aglaophon är en fjärilsart som beskrevs av Hans Fruhstorfer 1934. Maculinea aglaophon ingår i släktet Maculinea och familjen juvelvingar. Inga underarter finns listade i Catalogue of Life.